# Saison 1943 de la NFL
Navigation
Édition précédente Édition suivante
La saison 1943 de la NFL est la 24e saison de la National Football League. Elle voit le sacre des Bears de Chicago.

## Classement général
| Conférence Est                                                      |      |      |      |        |          |            |
| Franchise                                                           | Vic. | Déf. | Nuls | % vic. | Pts pour | Pts contre |
| Redskins de Washington                                              | 6    | 3    | 1    | .667   | 229      | 137        |
| Giants de New York                                                  | 6    | 3    | 1    | .667   | 197      | 170        |
| Steagles de Phil-Pitt                                               | 5    | 4    | 1    | .556   | 225      | 230        |
| Dodgers de Brooklyn                                                 | 2    | 8    | 0    | .200   | 65       | 234        |
| match de barrage : Redskins de Washington 25 - Giants de New York 0 |      |      |      |        |          |            |

| Conférence Ouest     |      |      |      |        |          |            |
| Franchise            | Vic. | Déf. | Nuls | % vic. | Pts pour | Pts contre |
| Bears de Chicago     | 8    | 1    | 1    | .889   | 303      | 157        |
| Packers de Green Bay | 7    | 2    | 1    | .778   | 264      | 172        |
| Lions de Détroit     | 3    | 6    | 1    | .333   | 178      | 218        |
| Cardinals de Chicago | 0    | 10   | 0    | .000   | 95       | 238        |

## Finale NFL
- 26 décembre 1943, à Chicago devant 34 320 spectateurs, Bears de Chicago 41 - Redskins de Washington 21